# Curtiss-Wright CW-2
Curtiss-Wright CW-2 – samolot sportowy projektowany w zakładach Curtiss-Wright w latach 30. XX wieku. Samolot miał być lekkim dwumiejscowym dolnopłatem przeznaczonym na rynek cywilny, maszyna miała być napędzana silnikiem Kinnera – B-5, K-5 lub R-5. 
Samolot nie wyszedł poza fazę projektową i nie zbudowano prototypu.